# Sandöskolan
Sandöskolan är en tidigare benämning på utbildningsverksamhet av olika slag på Sandö i Kramfors kommun.

## Historik

### Verkstadsskola/Yrkesskola
11 januari 1937 startade en verkstadsskola i landstingets regi, vilken 1942 av Kungl Maj:t förklarad som en central utbildning för Västernorrlands län. Skolan benämndes därför som Centrala Verkstadsskolan. Vid skolan bedrevs omfattande utbildning för ungdomar som skulle bli t.ex. byggnadsarbetare, snickare, bilmekaniker, industriarbetare, arbeta inom restaurang/kök, etc. 1965 bytte skolan namn till Centrala Yrkesskolan. Då många av skolans elever kom från andra orter i Västernorrland var skolan också internatskola. I anslutning till gymnasieskolans införande 1971 överfördes skolans yrkesutbildning till gymnasieskolorna i Västernorrland, som då fick egna praktiska linjer.

### Utbildning för biståndsarbetare
Biståndsutbildningsnämnden (BUN) var en utbildningsinstitution för biståndsarbetare, med verksamhet från 1971 på Sandöskolan. Utbildningen togs fram för att ge ett vapenfritt alternativ till den allmänna värnplikten. Sida var huvudman, och skolans budget räknades in i Sveriges bistånd till U-länderna.
Skolan tog emot elever för praktiska och teoretiska utbildningar. Av 2 000-4 000 sökande antogs cirka 100 personer, vilka delades upp i tolv grupper om åtta-nio personer vardera och med en läkare i varje grupp. 
Under de år på 1970-talet då skolan existerade har den haft kända personer som lärare och elever. Hugo Blanco från Peru var spansklärare 1973/1974. Dag Klackenberg (1973-74) och Lars Heikensten (1973-74) var elever på skolan.
Utbildningen var uppdelad i två delar, bistånd och språk respektive civilförsvarsutbildning.
Skolan bytte senare namn till Sida Sandö, vilken i januari 2002 omlokaliserades till Härnösand.

### Räddningsutbildning
År 1972 flyttade Civilförsvarsstyrelsen, från 1986 Statens Räddningsverk, sin utbildning från Nyadal till Sandö. Den bedrivs numera av Myndigheten för samhällsskydd och beredskap under namnet MSB Sandö.

### Gymnasieskola
År 1998 startade Räddningsgymnasiet Sandö.